# Heinkel HE 18
Die Heinkel HE 18 war ein deutsches Sport- und Schulflugzeug der Ernst Heinkel Flugzeugwerke aus den 1920er Jahren.

## Geschichte
Die Heinkel-Werke in Warnemünde entwickelten die HE 18 im Jahr 1924 als Nachfolger der HE 3 aus dem Vorjahr. Der Entwurf wies einige gravierende Unterschiede vor allem in Bezug auf die Tragflächen auf, die ein kombiniertes Klappensystem über die gesamte Spannweite am Hinterflügel erhielten und zudem halb freitragend durch Streben mit dem Rumpf verbunden wurden. Des Weiteren waren Trag- und Leitwerk für den Transport und zur platzsparenden Unterbringung klappbar gestaltet, so dass das abgestellte Flugzeug nur eine Fläche von 7,2 m Länge, 1,9 m Breite und 2,3 m Höhe benötigte. Für Schulzwecke war eine leicht zu installierende Doppelsteuerung vorgesehen. Außerdem konnte die HE 18 durch Anbau eines Schwimmwerks zum Wasserflugzeug umfunktioniert werden. Das Muster war zwar in Gemischtbauweise ausgelegt, doch sollte auch eine reine Ganzholzkonstruktion möglich sein. Ebenso war der Einbau verschiedener Antriebe der 80-PS-Leistungsklasse möglich.
Trotz dieser auf die Vereinfachung der Serienproduktion ausgerichteten Details wurde die HE 18 kein Erfolg. Lediglich zwei Exemplare wurden gebaut. Das erste davon mit der Werknummer 214 wurde ohne Antrieb an die Flugwissenschaftliche Vereinigung der TH Braunschweig geliefert und von dieser, vorerst mit einem 70-PS-Reihenmotor von Daimler Mercedes ausgestattet, am 18. Juli auf den Namen „Braunschweig“ getauft. Eine weitere Bezeichnung lautete MB 4 für „Motorflugzeug Braunschweig“. Diese HE 18 flog anfangs ohne Kennzeichen und wurde erst, als sie auf ein 85-PS-Triebwerk L 1b von Junkers umgerüstet worden war, im Februar 1928 als D–475 registriert. Solchermaßen wurde sie eine Zeit lang geflogen, ging aber am 18. Oktober 1929 zu Bruch und wurde im Februar des Folgejahres aus der Luftfahrzeugrolle gelöscht.
Die zweite HE 18 mit der Werknummer 215 erhielt einen Sternmotor von Siemens & Halske und wurde als D–596 geflogen. Sie verunfallte am 23. Mai 1925.

## Aufbau
Die HE 18 war ein abgestrebter Tiefdecker in Gemischtbauweise. Der Rumpf bestand aus einem geschweißten Stahlrohrgerüst mit viereckigem Querschnitt und leicht gewölbter Oberseite, das im Motor- und im oberen Bereich mit Aluminiumblechen beplankt und im übrigen Teil mit Stoff bespannt war. Die Besatzungskabinen mit Doppelsteuer waren offen und befanden sich hintereinander. Der Kraftstofftank war zwischen dem vorderen Cockpit und dem Triebwerk untergebracht und von letzterem durch ein Brandschott getrennt.
Die Tragflächen bestanden aus stoffbespannten Holzkonstruktionen mit zwei Kastenholmen, Sprucegurten, Sperrholzstegen und Innenverstrebungen, die auf den Oberseiten auf etwa 1/3 der Spannweite mit V-Streben zum Rumpf hin abgestützt wurden. An der Hinterkante waren über die gesamte Spannweite Querruder angebracht, die gleichzeitig als Landeklappen fungierten und die Landegeschwindigkeit bis zu 15 % verringerten. Für den Transport konnten die Flächen an den Rumpf geklappt werden.
Das Gerüst des Leitwerks wurde aus geschweißten Stahlrohren mit Stoffbespannung gebildet. Die Höhenflosse war zum Rumpf hin abgestützt und für den Transport nach oben klappbar gehalten. Die Ruder waren nicht ausgeglichen.
Die HE 18 konnte entweder mit einem Heckradfahrwerk oder mit zwei Schwimmern ausgestattet werden. Bei der Landausführung waren die beiden Haupträder durch eine Achse miteinander verbunden, besaßen eine große Spurweite und Federung in den vorderen Streben. Am Heck befand sich ein Schleifsporn. Als Wasserflugzeug erhielt das Muster zwei parallele Holzschwimmer mit 80 % Reserveauftrieb.

## Technische Daten
| Kenngröße             | Daten (HE 18 Land)                                    | Daten (HE 18 See)                                     |
| --------------------- | ----------------------------------------------------- | ----------------------------------------------------- |
| Besatzung             | 2                                                     | 2                                                     |
| Spannweite            | 11,1 m                                                | 11,1 m                                                |
| Länge                 | 7,2 m                                                 | 7,8 m                                                 |
| Höhe                  | 2,7 m                                                 | 3,3 m                                                 |
| Flügelfläche          | 17,4 m²                                               | 17,4 m²                                               |
| Flügelstreckung       | 7,1                                                   | 7,1                                                   |
| V-Form                | 2°                                                    | 2°                                                    |
| Rüstmasse             | 490 kg                                                | 545 kg                                                |
| Zuladung              | 230 kg                                                | 230 kg                                                |
| Startmasse            | 720 kg                                                | 775 kg                                                |
| Antrieb               | ein luftgekühlter Siebenzylinder-Viertakt-Sternmotor  | ein luftgekühlter Siebenzylinder-Viertakt-Sternmotor  |
| Typ                   | Siemens & Halske Sh 5                                 | Siemens & Halske Sh 5                                 |
| Startleistung         | 85 PS (63 kW) bei 1600/min 76 PS (56 kW) bei 1500/min | 85 PS (63 kW) bei 1600/min 76 PS (56 kW) bei 1500/min |
| Höchstgeschwindigkeit | 145 km/h                                              | 140 km/h                                              |
| Landegeschwindigkeit  | 78 km/h                                               | 80 km/h                                               |
| Steiggeschwindigkeit  | 1,9 m/s                                               | 1,2 m/s                                               |
| Steigzeit             | 9,0 min auf 1000 m Höhe                               | 14,0 min auf 1000 m Höhe                              |
| Gipfelhöhe            | 3200 m                                                | 2500 m                                                |
| Reichweite            | ca. 420 km                                            | ca. 420 km                                            |
| Flugdauer             | ca. 3 h                                               | ca. 3 h                                               |